# Johann Biermost
Johann Biermost (* in Erfurt; † 13. Oktober 1512) war ein deutscher Jurist, Rektor der Universität Erfurt und von 1498 bis 1504 Offizial des Bischofs von Naumburg.

## Leben und Wirken
Biermost studierte ab 1474 an der Universität Erfurt und erlangte den Magisterabschluss und promovierte später. Von Oktober 1492 bis Mai 1493 ist er als Rektor der Universität Erfurt nachweisbar. Zum 1. Oktober 1498 wechselte er als bischöflicher Offizial und Kanzler nach Zeitz. Danach war er als sächsischer Rat und Kanzler des Kurfürsten Friedrich und des Herzogs Johann von Sachsen bis 1510 tätig und mehrere Aufträge im Ausland wahrnahm. Anschließend trat er erneut in bischöfliche Dienste, wobei seine frühere Bindung an die Wettiner sein Handeln beeinflussten.